# Stazione di Albinia
La stazione di Albinia è una stazione ferroviaria sulla linea Tirrenica a servizio della frazione di Albinia nel comune di Orbetello.
La gestione degli impianti è affidata a Rete Ferroviaria Italiana (RFI).

## Storia
Fino al 1926 era denominata «Albegna»; in tale anno assunse la nuova denominazione di «Albinia».

## Struttura ed impianti
La stazione dispone di un fabbricato viaggiatori al cui interno sono ospitati i servizi per i viaggiatori come la biglietteria automatica e la sala di attesa. L'edificio si compone su due livelli di cui soltanto il piano terra è aperto al pubblico.
La stazione disponeva di uno scalo merci con annesso magazzino: oggi lo scalo è stato smantellato e sostituito da un parcheggio mentre il magazzino è stato convertito a deposito.
Il piazzale è composto da tre binari. Nel dettaglio:
- Binario 1: è un binario di corsa e viene usato per i treni in direzione Sud.
- Binario 2: è un binario di corsa e viene usato per i treni in direzione Nord.
- Binario 3: è un binario su tracciato deviato e viene usato per le precedenze fra i treni.

Tutti i binari sono dotati di banchina, riparati da una pensilina (in corrispondenza delle scale del sottopassaggio) e collegati fra loro da un sottopassaggio.

## Servizi

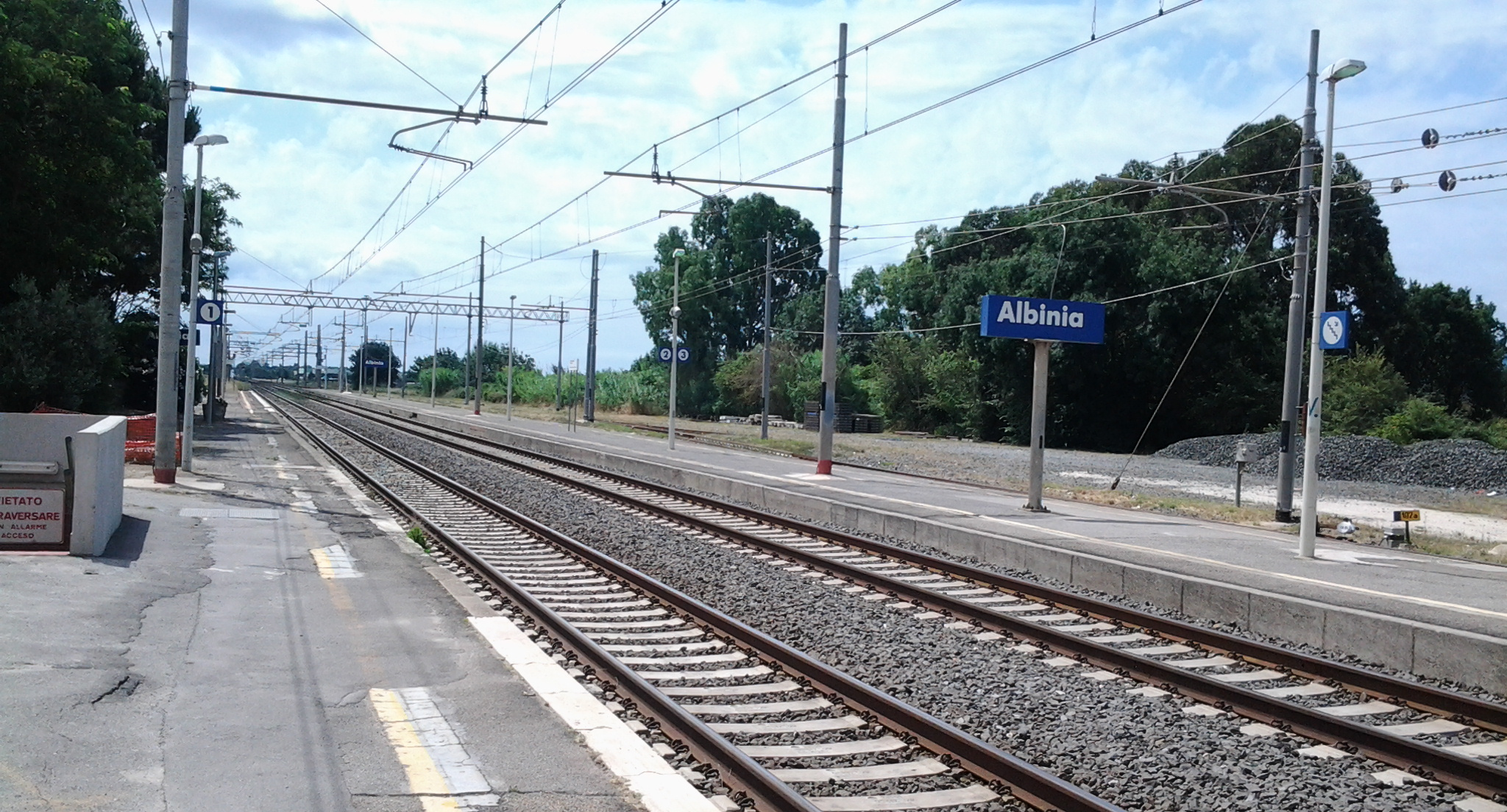
La stazione ferroviaria di Albinia sulla linea tirrenica

La stazione dispone di:
- Biglietteria self-service (solo biglietti regionali) attiva 24/24 h[2]
- Capolinea autolinee[2] Tiemme
- Sala di attesa
- Parcheggio bici[2]
- Parcheggio auto[2]
- Sottopassaggio

## Movimento
Il servizio passeggeri è svolto da Trenitalia con treni regionali, nell'ambito del contratto di servizio stipulato con la Regione Toscana.